# Q Public License
La Licence Publique Q (QPL) est une licence de logiciel créée par Trolltech pour la version libre de sa bibliothèque logicielle Qt. Elle englobe les termes généraux de la Licence publique générale GNU (GNU GPL) mais elle est incompatible avec celle-ci : on ne peut pas légalement distribuer un produit issu de codes GPL et QPL.
La QPL impose au développeur de fournir son code source s'il est d'une quelconque manière lié à un code QPL (une bibliothèque, par exemple), même si ce code QPL n'est pas distribué avec le logiciel du développeur. Il s'agit là de la principale différence avec la licence GPL, ainsi que la principale raison qui fait que Qt soit QPL et non GPL. Cela signifie qu'un code qui utilise Qt sous licence QPL doit être distribué sous les conditions de la QPL et fournir le code source.
La Free Software Foundation, auteur de la GPL, résume ainsi ses objections à la QPL :
Il s'agit d'une licence de logiciel libre qui n'est pas copyleft et qui n'est pas compatible avec la GNU GPL. Elle cause de plus d'importants désagréments pratiques, parce que les sources modifiées ne peuvent être distribuées que sous la forme de patchs.
Nous vous recommandons d'éviter d'utiliser la QPL pour quoi que vous écriviez, et de n'utiliser les paquetages placés sous licence QPL qu'en cas d'absolue nécessité. Néanmoins, cette recommandation ne s'applique plus à Qt lui-même, étant donné que Qt est maintenant également fourni sous GNU GPL.
Puisque la QPL est incompatible avec la GNU GPL, il n'est pas possible d'utiliser un programme sous QPL et un autre sous GNU GPL et de les lier l'un à l'autre d'une quelconque manière.
Cependant, si vous avez écrit un programme utilisant une bibliothèque couverte par la QPL (appelée FOO) et que vous voulez distribuer ce programme sous la GPL de GNU, vous pouvez le faire sans problème. Pour votre programme, le conflit peut être résolu par l'ajout d'une notice telle que celle-ci :
À titre tout à fait exceptionnel, vous avez le droit de lier 
ce programme à la bibliothèque FOO et d'en distribuer les
exécutables, à condition de suivre les conditions
de la GPL de GNU en ce qui concerne la totalité du logiciel
dans l'exécutable à l'exception de FOO.
Légalement vous avez le droit de le faire à condition que vous soyez bien détenteur des droits d'auteur sur ce programme. Joignez cette notice aux fichiers sources, à la suite du texte expliquant que le programme est couvert par la GPL de GNU.
L'incompatibilité entre la QPL et la GPL vient du caractère contaminant de la GPL qui n'autorise que les œuvres dérivées sous licence GPL. De ce point de vue la QPL est plus permissive que la GPL, et se situe « entre » la GPL et la LGPL.
La QPL est une licence de droit européen. Tous les conflits légaux sur cette licence se regroupent à Oslo. Elle n'a jamais été légalement contestée.
La FSF a également permis à Qt de modifier la licence dans ses dernières versions, possibilité  souvent également fournie par la GPL, et a désapprouvé le fait que l'usage non libre ou le développement de dérivés n'ait toujours pas été autorisé. Seule la version personnelle de Qt est couverte par la QPL ; la version commerciale, qui est fonctionnellement équivalente, est sous une licence qui impose le paiement à l'usage et ne peut pas être distribuée librement. Le modèle économique mis en place par Trolltech est basé sur une double licence (une version open source gratuite et une version commerciale payante autorisant l'intégration dans du code propriétaire, avec des distinctions selon le système d'exploitation. La base de code est identique dans les deux cas. Ce modèle est assez proche de ce qui peut être fait avec un modèle de centralisation des droits de propriété intellectuelle (comme le fait la FSF pour certains de ses projets) et une diffusion sous licence GPL.
Une fois la maturité des communautés et le savoir-faire reconnus, il est naturel d'évoluer vers des modèles à base de GPL/LGPL. 
C'est ce qui s'est produit avec Qt. Lorsque KDE, un bureau pour Linux basé sur Qt a gagné en popularité, la FSF a hâté Trolltech à placer Qt sous une licence (la QPL) qui lui assurerait de toujours rester un logiciel libre qui puisse être utilisé et développé pour des usages commerciaux. Par la suite, sous la pression, Trolltech a doublé la licence de Qt pour un usage suivant les termes de la QPL ou de la GPL, pour améliorer la compatibilité avec la GPL et faciliter la diffusion de Qt.
À titre d'exemple, la licence QPL est également utilisée par LibreSource.